# صندوق ألاباما الاستئماني
صندوق ألاباما الاستئماني (ATF) هو صندوق الثروة في ولاية ألاباما الأمريكية ، وقد تم إنشاؤه عام 1985 استجابة لاكتشاف الغاز الطبيعي في الخارج عام 1978. يتم تمويل الصندوق عن طريق مدفوعات الاتاوات التي يتم تلقيها كل شهر من شركات النفط والغاز ويبلغ إجمالي أصولها حوالي 2.5 مليار دولار. يستثمر الصندوق في كل من الدخل الثابت والأسهم ويخضع لسلطة خزانة ولاية ألاباما . يدار الصندوق من قبل مديرين خارجيين يختارهم مجلس الأمناء.  يرأس مجلس محافظي ATF المؤلف من تسعة أعضاء الحاكم كاي آيفي .
كان هناك انقسام الآراء في صندوق ألاباما الاستئماني مؤخراحول ما إذا كان ينبغي للصندوق المساهمة بمبلغ كبير للمساعدة في تشغيل حكومة الولاية ؛ سيستغرق التعديل الدستوري المقترح 145.8 مليون دولار سنويًا لمدة ثلاث سنوات من رأس مال الصندوق الاستئماني للمساعدة في موازنة ميزانية الصندوق العام للولاية ولم يوافق مجلس الإدارة حتى الآن بشكل كامل على ما إذا كان ينبغي المضي قدماً في ذلك.